# Дубровачки перпер
Дубровачки перпер била је врста сребрних кованица које су издаване и кориштени у Дубровачкој републици.
Кован је између 1683. и 1803. године са приказом Светох Влахе, заштитника Дубровачке републике, на аверсу, који у лијевој руци носи модел града Дубровника и бискупски жезал, а десном руком даје благослов. Са обје стране свеца су слова (S и B — Sanctus Blasius) и нумеричке цифре које представљају годину ковања. На ивици аверса се налази натпис „PROT(ector)-RÆIP(ublicae)-RHAGVSINÆ”. На реверсу се налази приказ Исуса Христа и натпис „SALVS TVTA”.
Кованице Дубровачког перпера тежиле су између 3,98 и 6,42 грама, а њихов пречник је био између 26 и 29 милиметара. Подјединице су биле Дубровачки динар (један перпер је износио 12 динара) и Дубровачки шолди (један перпер је износио 72 шолде).
Од 1801. до 1803. године у Добровнику је кован полуперпер, који је вриједио 6 динара или 36 шолди. Његов пречник је био 20 милиметара.